# Сухая Балка (Тацинский район)
Сухая Балка — посёлок в Тацинском районе Ростовской области.
Входит в состав Суховского сельского поселения.
Население — 177 человек.

## География
В посёлке имеются две улицы — Лесная и Черемушки.

## Население
| 2010 |
| ---- |
| 156  |